# Веслувальний слалом
Веслува́льний сла́лом — різновид спортивного веслування, що полягає в проходженні на швидкість дистанції, яка визначається порядком розташування воріт, які виставляються на річці з порогом або на спеціально облаштованому каналі. Швидкість потоку води має бути не менше 2 м/с. Змагання проводяться на дистанції довжиною 250—400 м.

## Проведення змагань
Ворота, що розташовуються на дистанції бувають «прямі» (фарбуються в зелено-білий колір) — їх долають за течією та «зворотні» (фарбуються в червоно-білий колір) — їх долають проти течії. Ворота на дистанції нумеруються (наприклад від 1 до 25), що визначає порядок проходження дистанції. Під час проходження дистанції можуть нараховуватися штрафні бали, які в підсумку додаються до основного часу (часу проходження дистанції). Дистанція 400 м з кількістю воріт від 18-25, перепад рівня води між стартом та фінішем має бути від 3-6 м, швидкість течії від 2 м/с.
Штрафні бали
- 2 сек. — за торкання віхи будь-якою частиною тіла, веслом, човном.
- 50 сек. — за взяття воріт в невірному напрямку, неповне взяття воріт, проходження воріт в перевернутому вигляді та при порушенні порядку взяття.

## Міжнародні змагання
Розвитком веслувального слалому займається Міжнародна федерація каное (англ. International Canoe Federation — ICF). Перші змагання з веслувального слалому були проведені 1933 р. на річці Ааре в Швейцарії. Перший чемпіонат світу відбувся в 1949 р.

Веслувальний слалом є олімпійським видом спорту. В програму Ігор Олімпіад вперше веслувальний слалом увійшов у 1972 році (Мюнхен) як показова дисципліна, потім був вилучений з Олімпійської програми і знову включений у 1992 році (Барселона) до сьогодення.

## Класи
Змагання проводяться в човнах класів:
- К-1-М — байдарка-одиночка чоловіча
- К-1-Ж — байдарка-одиночка жіноча
- С-1-М — каное-одиночка чоловіча
- С-1-Ж — каное-одиночка жіноча
- С-2 — каное-двійка (тільки чоловічий клас)

Також у програму Чемпіонату світу входять «командні перегони» які проводяться в кожному з класів.
С-1-Ж та «командні перегони» не є олімпійськими видами програми.

## Веслувальний слалом в Україні
В Україні працюють школи веслувального слалому в містах: Київ, Харків (дві школи), Дніпропетровськ, Вінниця, Львів, Первомайськ (Миколаївська обл.). Змагання проводяться на річках Південний Буг (Вінницька область с. Сокілець та Миколаївська область с. Мигія (заповідник «Бузький Гарт»)), р. Прут (м. Яремче Івано-Франківська область), р. Ч. Черемош (с. Красник Івано-Франківська область) та р. Рось (м. Богуслав Київська область).
Розвитком веслувального слалому в Україні займається Федерація веслувального слалому України.